# NGC 3483
NGC 3483 ist eine linsenförmige Galaxie vom Hubble-Typ S0-a im Sternbild Wasserschlange am Südsternhimmel. Sie ist schätzungsweise 150 Millionen Lichtjahre von der Milchstraße entfernt.
Das Objekt wurde am 10. Mai 1834 von John Herschel entdeckt.